# Luigi Mozzi
Pour les articles homonymes, voir Mozzi.
Luigi Mozzi, né le 26 mai 1746 à Bergame et mort le 24 juin 1813 à Vimercate, est un jésuite et théologien italien.

## Biographie
Né à Bergame, d’une famille honorable (son père et sa mère sont comte et comtesse), il entre en 1763 chez les jésuites de la province de Milan. Après sa formation de jésuite en 1768 il devient professeur au Collegio dei nobili à Parme et destiné à éduquer les enfants de la noblesse italienne. En 1772 il est à Bergame où il accompagne différentes congrégations mariales, confréries et soutient les écoles de la charité en dispensant des cours du soir aux ouvriers de la ville
Lorsque le pape Clément XIV donna le bref de suppression de la société, en 1773 Mozzi s'installa dans sa ville natale, où il devint chanoine et archiprêtre, et fut chargé de l’examen des candidats pour le sacerdoce. Il se remet à la même occasion aux études et se lance lui aussi dans la croisade contre le jansénisme à travers la rédaction de plusieurs ouvrages.
À partir de 1794 il commence une carrière de prêcheur prêtre itinérant à travers toute l'Italie. À cette occasion on le fit appeler à Rome, où il fut nommé missionnaire apostolique, préfet de l’Oratoire du P. Gravitta, et membre de l’Académie d'Arcadie.
Luigi Mozzi fut un actif promoteur de la restauration de la Compagnie. La Compagnie de Jésus ayant été rétablie en 1804 pour le royaume de Naples, Mozzi, fidèle à sa première vocation, quitta sa position et ses espérances dans le monde pour rejoindre ses confrères. Il fit les quatre vœux, malgré son âge, et fut dispensé, à cause de sa capacité et de ses services, de l’examen préalable et des exercices prescrits par les jésuites. Il ne jouit pas longtemps du repos ; sa société ayant été de nouveau dispersée, Mozzi se retira dans la villa du marquis Scotti, près Milan, et y mourut le 24 juin 1813.

## Œuvres
- Lettres à un ami, sur une certaine dissertation publiée à Brescia, touchant le retour des juifs dans l’Église, Lucques, 1777, in-8°. Ces lettres sont au nombre de trois. Il y avait cinq ans qu’un religieux, favorable aux opinions jansénistes, avait publié cette Dissertation à Brescia.
- Lettre d’un théologien à un théologien, Vicence , 1778, in-8°. Elle roule sur le même sujet. On s’efforça de répondre à Mozzi dans une Lettre d’un théologien aux auteurs des Éphémérides littéraires de Rome, 1778, in-12 de 30 pages, et l’auteur de la Dissertation en donna depuis une seconde, Sur l’époque du retour des juifs, Venise, 1779, in-8°.
- Le Faux disciple de St-Augustin et de St-Thomas convaincu d’erreur, ou Réflexions critiques et dogmatiques sur un nouveau livre concernant les doctrines courantes, Venise, 1779, in-8°. Cet ouvrage, dédié au cardinal Albani, était une attaque contre l’écrit intitulé la Doctrine de St-Augustin et de St-Thomas victorieuse de celle de Molina et des jésuites, par les armes que présente M. l’archevêque de Pars, dans son Instruction pastorale du 8 octobre 1763, Brescia, 1776, in-12. Les jansénistes se défendirent par quelques brochures, savoir :
  - Les Difficultés proposées à l’ex-jésuite chanoine Louis Mozzi, sur les Réflexions critiques et dogmatiques, in-8° ;
  - Les Trèbuchements (zoppicamenti) sur la lecture du Faux disciple, Bergame, 1780, in-8°. L’auteur de ce dernier ouvrage était le P. Viator. Mozzi répondit :
- Court exemple de la sagacité du P. Viator de Coccaglio, Bergame, 1780, in-12 ;
- Essai de réponse du chanoine Mozzi au P…. Première lettre, 1781, in-12 ;
- Le Jansénisme dans son beau jour, ou Idée du jansénisme, Venise, 1781, 2 vol. in-8°. Cet ouvrage est dédié au cardinal Luigi Valenti Gonzaga.
- Le Culte de l’amour divin, ou Sur la dévotion au sacré cœur de Jésus, in-8° ; le frontispice porte Bologne, mais il fut imprimé à Sienne, 1783. C’est une traduction de l’ouvrage de Fumel, évêque de Lodève, fort goûté en France. Mozzi n’en fit que les notes et la dédicace à la reine de Portugal, qui lui envoya une réponse très-favorable.
- Histoire abrégée du schisme de la nouvelle Église d’Utrecht, adressée à M…, par D. A. D. C. , Ferrare, 1785, in-8°. Dans ce livre, que Mozzi écrivit contre la manie répandue alors dans quelques écoles d’Italie de vanter l’Église d’Utrecht, il y a deux parties distinctes, savoir : une lettre à un évêque, et l’abrégé historique proprement dit. Le pape Pie VI témoigna sa satisfaction à l’auteur par un bref du 8 juin 1785.
- Lettre à un ami sur quelques inexactitudes remarquées dans l’Histoire abrégée de l’Église d’Utrecht, Venise, 1787 ;
- Réponse pacifique au chevalier milanais auteur des Lettres d’Utrecht, Venise, 1788, in-8°. Ce chevalier supposé était l’abbé Bossi, chanoine de Milan, qui, en 1786, avait publié en cette ville le Catholicisme de l’Église d’Utrecht, ou Analyse et réfutation de l’Histoire abrégée ;
- les Cinquante raisons pour préférer l’Église catholique, Bassano, 1789, in-8°. C’est un petit ouvrage du duc Antoine-Ulric de Brunswick, que Mozzi a traduit de l’anglais et accompagné de notes. Cet opuscule a été récemment publié en français par M. l’abbé Prompsault.
- Entretiens familiers entre une dame catholique et un théologien janséniste sur la prohibition des livres, Assise, 1790, in-8° ;
- les Projets des incrédules pour la ruine de la religion, dévoilés dans les œuvres de Frédéric, roi de Prusse, 3e édit., augmentée, Assise, 1791, 1 vol. in-8°. On y trouve joint un opuscule non moins curieux, intitulé l’Esprit du 18e siècle découvert aux simples.
- Abrégé historique et chronologique des plus importants jugements du saint-siège sur le baïanisme, le jansénisme et le quesnellisme, 2 vol. in-8°. Cet ouvrage, imprimé à Foligni, est dédié au savant Gerbert, abbé de St-Blaise.
- Pensez-y bien, ou Réflexions sur les grandes vérités de la religion chrétienne, Venise, 1792, in-8°. C’est une traduction de l’anglais.
- Lettre à M. Ricci, sur son mémoire en réponse à des questions touchant l’état actuel de l’Église de France, Foligni, 1792, in-8° ;
- le Modèle des dames chrétiennes dans la vie de madame de Combes des Morelles, morte le 2 septembre 1771, 1 vol. in-8°, 1792. La Vie de madame des Morelles avait été publiée en France.
- Le Modèle des enfants chrétiens, ou Abrégé de la vie du jeune François de Combes des Morelles, mort au collège de la Flèche le 17 janvier 1778, Venise, 1792, in-8° ;
- Vie du serviteur de Dieu M. Jean Relotti, Bergame , 1793. — Vies de quelques jeunes ecclésiastiques du diocèse de Bergame, 1793 ;
- Vie de la servante de Dieu Marie-Electa-Crucifixe Gualdo, bénédictine, 1794 ;
- Abrégé de la vie de Claire-Colomb Breda, bénédictine, 1795 ;
- Éloge historique du comte Petrocca Grumelli, 1797 ;
- Règles et statuts pour la congrégation de St-Louis de Gonzague, 2e édit., 1800 ;
- Règles pour les congrégations de la Ste-Vierge ; la Couronne de fleurs spirituelles ; Neuvaine pour préparer à la fête de la Ste-Vierge ; À la mémoire de Charles Azari. Ces ouvrages ascétiques ont été publiés en 1802 et années suivantes. On attribue aussi au laborieux Mozzi des Réflexions sur la mort de Voltaire, d’Alembert et Diderot, qui ne paraissent pas de lui ; le Mois de Marie, ou Pieux exercices à pratiquer, qui est du P. Jean Sormanni , jésuite ; et encore des Lettres théologiques sur l’infaillibilité de l’Église et du pape, qui paraissent avoir pour auteur le P. Pianciani, jésuite. Ces lettres sont au nombre de cinq.